# Bärbel Schäfer
Bärbel Schäfer (Bremen, 16 december 1963) is een Duitse tv-presentatrice en producente.

## Jeugd en opleiding
Van 1980 tot 1981 bezocht Bärbel Schäfer een highschool in de Verenigde Staten en kreeg een tennisbeurs. Bovendien presenteerde ze de talkshow Guests In Our Town. Na het eindexamen in 1984 aan het Gymnasium an der Hamburger Straße in Bremen voltooide ze van 1985 tot 1988 een opleiding tot hotelvakvrouw. Van 1988 tot 1992 studeerde ze theater-, film- en televisiewetenschappen, germanistiek en kunstgeschiedenis. In het begin der jaren 1990 voltooide ze een practicum bij de WDR.

## Carrière
Na haar practicum bij de WDR bleef Schäfer bij de zender en leidde daar door verschillende programma's, waaronder Hollymünd, Sixteen en U 30. In 1995 kreeg ze bij de commerciële zender RTL haar dagelijkse talkshow Bärbel Schäfer, die ze tot 2002 1500 keer presenteerde. In januari 2000 leidde ze voor de eerste keer door de RTL-show Ihr seid wohl wahnsinnig, samen met Kalle Pohl. Daarbij moesten zowel de kandidaten als ook de presentatoren uitdagingen aangaan. Ze stortte zich bijvoorbeeld in een auto 25 meter in de diepte. In de show van september 200 legde ze zich tussen twee rails en liet zich overrijden door een goederentrein. Omdat het gevaar voor na-aperij groot was, werd het programma beëindigd, ook op aandringen van de Landesmedienanstalt.
In 1998 stichtte ze samen met haar broer Martin (1966-2013) hun eigen productiefirma Couch Potatoes. Het van tevoren door Hans Meisers firma creaTV geproduceerde programma Bärbel Schäfer werd daarna door Couch Potatoes geproduceerd. Van 2003 tot 2004 leidde ze bij de ARD door het programma Wellness TV. Sinds september 2006 presenteerde ze bij RTL II de adviesuitzending Ich will zurück ins Leben!. In januari 2007 aanvaardde ze het talkshow-format van Arabella Kiesbauer op N24. In 2008 werd het programma wegens een meningsverschil tussen de producent en N24 niet meer vervolgd. Schäfer is regelmatig te gast in de tv-uitzending Dings vom Dach (HR). Sinds januari 2009 heeft ze een eigen talkformat bij de radiozender HR3.

## Privéleven
In 1988 overleed Schäfers toenmalige levensgezel, de fotograaf Kay-Uwe Degenhardt, bij een ongeval op de snelweg. In 2004 trouwde ze met Michel Friedman in Eschborn. Daarna bekeerde ze zich tot het jodendom en sloot het huwelijk naar Joods gebruik in de Park East Synagoge aan de Upper East Side van Manhattan. Het paar heeft twee zoons. Sinds 2001 houdt Schäfer zich liefdadig bezig met UNICEF. In oktober 2013 verongelukte haar 46-jarige broer Martin op de A9 bij Pegnitz dodelijk met zijn Porsche Carrera 911, nadat hij op een nat wegdek de macht over het stuur kwijtraakte en in een slip geraakte.

## Onderscheidingen
- 1996: Goldene Kamera voor de talkshow Bärbel Schäfer